# Битва біля Гуарарапів (1648)
Битва біля Гуарарапів (порт. batalha dos Guararapes) — перша битва, яка відбулася 19 квітня 1648 року біля парогбів Гуарарапи у Португальській Бразилії (сучасне Пернамбуку) між військами Португалії та Голландії (WIC). Складова португальсько-голландської війни. Португальські сили нараховували 2200 вояків, якими командував Баррету де Мінезіш. Голландці мали 5000 солдат і 5 гармат; ними керував Сигізмунд ван Шоппе. Закінчилася перемогою португальців. Голландці втратили убитими і пораненими 1000 осіб. Португальці захопили 1 гармату, втратили 80 убитими і 400 пораненими.